# يوهانس إيفن
جوهانس إيفن هو نقابي وسياسي ألماني، ولد في 10 ديسمبر 1903 في إسن في ألمانيا، وتوفي في 24 نوفمبر 1964 في كولونيا في ألمانيا. نشط حزبياً في الاتحاد الديمقراطي المسيحي وحزب الوسط.

## مناصب
- انتخب نائب عن الجمعية البرلمانية لمجلس أوروبا  [لغات أخرى]‏ لترشحه ضمن قائمة ألمانيا، (20 مايو 1954 – 1962).
- انتخب مدير مقاطعة [الإنجليزية]‏.
- انتخب عضو مجلس الشورى الموحد شمال الراين وستفاليا  [لغات أخرى]‏ خلال فترته النيابية ‏.
- انتخب عضو في البوندستاغ الألماني خلال فترته النيابية [الإنجليزية]‏ (7 سبتمبر 1949 – 7 سبتمبر 1953).

## وصلات خارجية
- يوهانس إيفن على موقع مونزينجر (الألمانية)